# Wtelno (gromada)
Wtelno – dawna gromada, czyli najmniejsza jednostka podziału terytorialnego Polskiej Rzeczypospolitej Ludowej w latach 1954–1972.
Gromady, z gromadzkimi radami narodowymi (GRN) jako organami władzy najniższego stopnia na wsi, funkcjonowały od reformy reorganizującej administrację wiejską przeprowadzonej jesienią 1954 do momentu ich zniesienia z dniem 1 stycznia 1973, tym samym wypierając organizację gminną w latach 1954–1972.
Gromadę Wtelno z siedzibą GRN we Wtelnie utworzono – jako jedną z 8759 gromad na obszarze Polski – w powiecie bydgoskim w woj. bydgoskim, na mocy uchwały nr 24/3 WRN w Bydgoszczy z dnia 5 października 1954. W skład jednostki weszły obszary dotychczasowych gromad Wtelno, Gościeradz, Gogolinek, Szczutki i Tryszczyn ze zniesionej gminy Wtelno oraz niezamieszkana część obszaru dotychczasowej gromady Opławiec od strony zachodniej kolei wąskotorowej Bydgoszcz-Koronowo ze zniesionej gminy Bydgoszcz w tymże powiecie (zamieszkaną część włączono do Bydgoszczy). Dla gromady ustalono 23 członków gromadzkiej rady narodowej.
10 kwietnia 1956 (z mocą obowiązującą wstecz od 29 lutego 1956) z gromady Wtelno wyłączono część wsi Opawiec o powierzchni 0,43,38 ha (nr parceli 10), włączając ją do miasta (na prawach powiatu) Bydgoszczy w tymże województwie.
31 grudnia 1959 do gromady Wtelno włączono wsie Gogolin i Witoldowo ze zniesionej gromady Salno w tymże powiecie.
31 grudnia 1961 z gromady Wtelno wyłączono (a) część wsi Tryszczyn obejmującą z karty mapy 1 obrębu Janowo parcele oznaczone nr nr kat. 1–20, 22, 24–31, 33–35, 40/21, 42/32, 43/21, 44/23, 46/23, 47/23, 6/1, 4/1 i 5/1, oraz (b) część wsi Wtelno obejmującą z karty mapy 4 obrębu Jachcice-Las parcele oznaczone nr nr kat. 31/9, 37/9, 39/8, 40/8, 42/30, 94/10, 75/10, 95/10, 11 (część), 26 (część), 12 (część), 43/13, 44/13 i 83/15 (część), włączając je do miasta (na prawach powiatu) Bydgoszczy w tymże województwie.
1 stycznia 1969 z gromady Wtelno wyłączono grunty o powierzchni ogólnej 25,00 ha, włączając je do miasta (na prawach powiatu) Bydgoszczy w tymże województwie.
Gromada przetrwała do końca 1972 roku, czyli do kolejnej reformy gminnej.